# Viaduc du Pays de Tulle
Der Viaduc du Pays de Tulle ist eine Straßenbrücke im französischen Département Corrèze. Auf ihr überquert die Autoroute A89 das Tal der Corrèze nahe den Ortschaften Naves, Les Angles-sur-Corrèze et Gimel-les-Cascades zwischen den Abfahrten Tulle-Nord und Tulle-Ost.

## Beschreibung
Die Brücke ist eine gevoutete Balkenbrücke aus Spannbeton. Sie wurde in den Jahren 2000 bis 2002 durch das Unternehmen Grands Travaux de Marseille errichtet. Bauherr war die Autoroutes du sud de la France, die Konzeption erstellte Jean Muller International, Tragwerksplaner war Michel Duviard, die Architekten waren Charles Lavigne und Alain Montois. Dabei wurden 17.500 m³ Beton und insgesamt 3.500 Tonnen Stahl verbaut. Die fünf Pfeiler stützen die 854 m lange Brücke bei einer maximalen Höhe über der Corrèze von 150 m. Sie gehört damit zu den höchsten Brücken in Frankreich.